# Royal Golf club du Bercuit
Le Royal Bercuit Golf Club, situé à Grez-Doiceau est un parcours de golf. Il reçut la note de 14/20 dans l'édition 2008/2009 du Peugeot Golf Guide. Il est l'unique golf en Belgique dessiné par le célèbre Robert Trent Jones

## Histoire
En 1965, le baron Frédéric Rolin a commencé à planifier la construction d’un parcours de golf, en combinaison avec quelques villas. L'architecte du terrain de golf, Robert Trent Jones Sr., en a fait la conception et, deux ans plus tard, les premiers trous ont été joués.

## Dernier vainqueur de l'Open de Belgique au Bercuit
| année | Vainqueur           | Nationalité          | Score     |
| ----- | ------------------- | -------------------- | --------- |
| 1988  | José Maria Olazábal | Drapeau de l'Espagne | 269 (-15) |